# ZNF562
ZNF562 (англ. Zinc finger protein 562) – білок, який кодується однойменним геном, розташованим у людей на короткому плечі 19-ї хромосоми. Довжина поліпептидного ланцюга білка становить 426 амінокислот, а молекулярна маса — 48 563.
| 10         |  | 20         |  | 30         |  | 40         |  | 50         |
| ---------- |  | ---------- |  | ---------- |  | ---------- |  | ---------- |
| MSAFDMSHGF |  | FPREPICPFE |  | EKTKIGTMVE |  | DHRSNSYQDS |  | VTFDDVAVEF |
| TPEEWALLDT |  | TQKYLYRDVM |  | LENYMNLASV |  | DFFFCLTSEW |  | EIQPRTKRSS |
| LQQGFLKNQI |  | FTGIQMQTRS |  | YSGWKLCENC |  | GEVFSEQFCL |  | KTHMRAQNGG |
| NTFEGNCYGK |  | DSISVHKEAS |  | IGQELSKFNP |  | CGKVFTLTPG |  | LAVHLEILNG |
| RQPYKCKECG |  | KGFKYFASLD |  | NHMGIHIGEK |  | LCEFQECERA |  | ITTSSHLKQC |
| VAVHTGKKSE |  | KTKNCGKSFT |  | NFSQLSAHAK |  | THKGEKSFEC |  | KECGRSFRNS |
| SSFNVHIQIH |  | TGIKPHKCTE |  | CGKAFTRSTH |  | LTQHVRTHTG |  | IKPYECKECG |
| QAFTQYTGLA |  | IHIRNHTGEK |  | PYQCKECGKA |  | FNRSSTLTQH |  | RRIHTGEKPY |
| ECVECGKTFI |  | TSSHRSKHLK |  | THSGER     |  |            |  |            |

A: Аланін

C: Цистеїн

D: Аспарагінова кислота

E: Глутамінова кислота

F: Фенілаланін

G: Гліцин

H: Гістидин

I: Ізолейцин

K: Лізин

L: Лейцин

M: Метіонін

N: Аспарагін

P: Пролін

Q: Глутамін

R: Аргінін

S: Серин

T: Треонін

V: Валін

W: Триптофан

Задіяний у таких біологічних процесах, як транскрипція, регуляція транскрипції, альтернативний сплайсинг. 
Білок має сайт для зв'язування з іонами металів, іоном цинку, ДНК. 
Локалізований у ядрі.